# Albert Wolsky
Albert Wolsky (Paris, 24 de novembro de 1930) é um figurinista estadunidense. Venceu o Oscar de melhor figurino na edição de 1980 por Bugsy e na edição de 1992 pelo filme All That Jazz.